# 王聰 (景泰進士)
王聰（1418年—？），字彥聞，順天府通州三河縣人，軍籍，明朝政治人物。進士出身。

## 生平
順天府鄉試第一百名。景泰五年（1454年）甲戌科會試第一百六十九名，殿試登進士第三甲第一百九十六名。

## 家族
曾祖王代亨。祖父王思齊。父王惟善。